# 東京ドリームパーク
東京ドリームパーク（とうきょうドリームパーク、TOKYO DREAM PARK）は、テレビ朝日が東京都江東区有明三丁目の東京臨海副都心有明南H区画に建設中の複合施設である。設計と施工は清水建設が担当する。

## 概要
かつてここに結婚式場のアニヴェルセル 東京ベイが存在していたが、もともと暫定利用施設であったため2021年9月5日に閉館した。2020年12月、テレビ朝日が有明南H区画の事業者に決定。地上11・地下1階、延床面積46,499.07m2のビルを建設し、多目的ホール「SGC HALL ARIAKE」、劇場、イベント・エンターテインメントスペース、テレビスタジオ・オフィスなどが入居する。2023年に着工し、2025年末の竣工および2026年春の開業を予定している。

## 東映とのパートナーシップ
本施設は動画配信の隆盛などに即応する形で東映とテレビ朝日がパートナーシップを構築することで合意、集客増・収益増を目指し、両社のリアルエンタテインメント事業の成功を狙う目的として本施設と東映太秦映画村（2028年リニューアル完成予定）の相互営業協力を担う。